# Izba Historyczna w Pełczycach
Izba Historyczna w Pełczycach – muzeum z siedzibą w Pełczycach. Placówka jest miejską jednostką organizacyjną, a jej siedzibą są piwnice budynku Miejsko-Gminnego Ośrodka  Kultury.
Placówka została otwarta w grudniu 2013 roku, a jej powstanie było możliwie dzięki zaangażowaniu członków Stowarzyszenia Przyjaciół Ziemi Pełczyckiej, którzy to zgromadzili większość muzealnych zbiorów. W ramach ulokowanej w dwóch pomieszczeniach wystawy eksponowane są znaleziska archeologiczne z okresu kultury łużyckiej (m.in. kamienne żarna, części broni, przedmioty codziennego użytku) oraz liczne pamiątki historyczne, w większości pochodzące z XIX i XX wieku (numizmaty, militaria i odznaczenia, zdjęcia i ilustracje, widokówki, wydawnictwa i dokumenty, meble, przedmioty codziennego użytku oraz narzędzia rolnicze).
Muzeum jest obiektem całorocznym, czynnym we wtorki, czwartki oraz soboty.